# William Webb Ellis

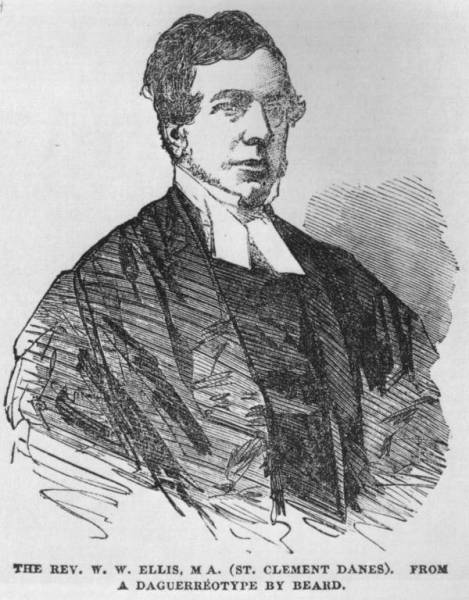
Het enige bekende portret van William Webb Ellis, circa 1857, uit de Illustrated London News.

William Webb Ellis (Salford, 24 november 1806 – Zuid-Frankrijk, 24 januari 1872) was een Brits geestelijke die wel wordt beschouwd als de uitvinder van rugby. Het verhaal hoe hij de sport rugby heeft uitgevonden is echter apocrief. Dat neemt niet weg dat zijn naam een belangrijke plaats heeft in de geschiedenis en tradities van rugby. Hij is onsterfelijk gemaakt door de Webb Ellis Cup die de winnaar van het wereldkampioenschap rugby krijgt.
Zelfs als Webb Ellis echt de eerste was die met de bal in de hand ging rennen, dan is dit niet de reden geweest voor de splitsing tussen rugby en voetbal. De scheiding kwam pas later na een ruzie over 'hacking', het tackelen van de tegenstander door hem op zijn scheenbeen te schoppen. De grondleggers van voetbal besloten om dit te verbieden en werden hierdoor als lafaards gezien door de traditionelen. Tegenwoordig is dit in zowel rugby als voetbal verboden, alhoewel het in de praktijk vaker voorkomt bij voetbal dan bij rugby.

## Biografie

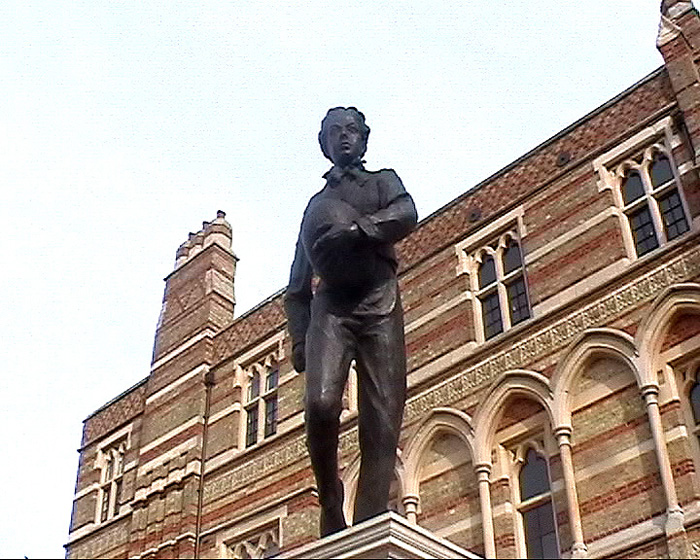
Beeld van William Webb Ellis bij Rugby School

Webb Ellis werd in 1806 geboren in Salford, Lancashire. Hij was de tweede zoon van James Ellis, een legerofficier, en van Ann Webb. Zij zijn in 1804 in het huwelijk getreden in Exeter. Nadat zijn vader was omgekomen tijdens de Slag bij Albuera in 1812, besloot zijn moeder om naar Rugby, Warwickshire te verhuizen, zodat William en zijn oudere broer Thomas een goede opleiding konden krijgen aan de Rugby School. Aangezien ze binnen 10 mijl van de Rugby Clock Tower woonden, en dus dorpsjongens waren van Rugby, hoefden de twee jongens niet te betalen voor de school. William ging naar deze school van 1816 tot 1825 en werd gezien als een goede leerling en een goede cricketer, alhoewel hij werd beschuldigd van valsspelen tijdens het cricket. De gebeurtenis waarbij Webb Ellis de bal oppakte en ermee ging rennen tijdens een wedstrijd football zal in de laatste helft van 1823 zijn gebeurd, dus toen hij 17 jaar oud was.
Toen hij 18 jaar oud was, verliet hij Rugby om aan de universiteit van Oxford te studeren. Hier speelde hij cricket voor Brasenose College, Oxford. Hij werd kapelaan bij St George's, Albemarle Street, Londen om daarna rector te worden van St Clement Danes in The Strand en later (in 1855) van Laver Magdalen in Essex. Nadat hij een preek gaf over de Krimoorlog wat voor veel ophef zorgde, verscheen een afbeelding van hem in de Illustrated London Post. Dit is het enige bekende portret van hem.
William Webb Ellis stierf in 1872 op 65-jarige leeftijd in het zuiden van Frankrijk. Zijn graf in Menton is in 1958 door Ross McWhirter herontdekt en is sindsdien gerenoveerd.

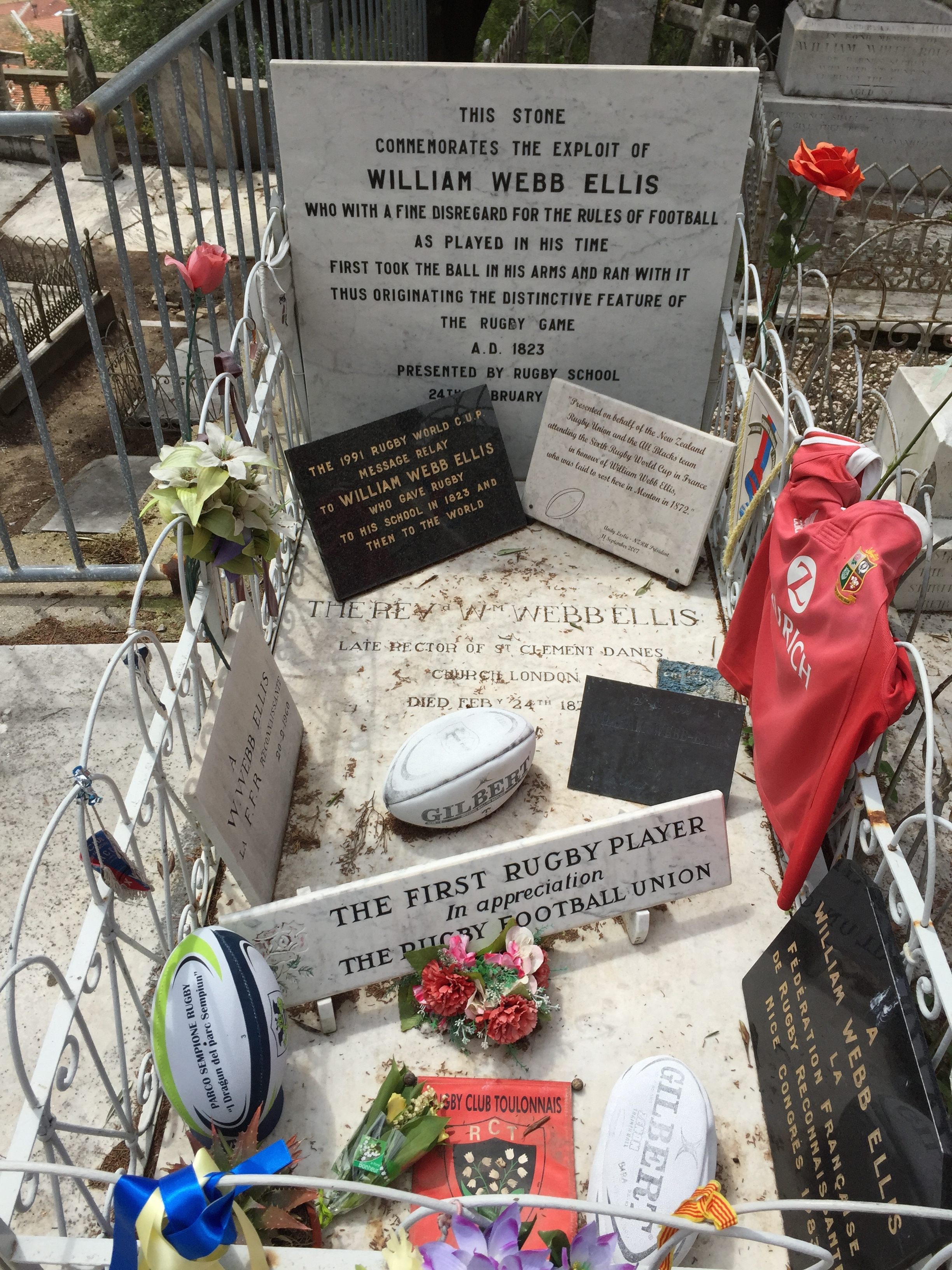
Het gerenoveerde graf in Menton

## Football
In de tijd van Webb Ellis, begin negentiende eeuw, werd er door schooljongens football gespeeld. Dit spel is een mengeling van het huidige rugby en voetbal. Indertijd waren er nog geen eenduidige regels. Elke keer als de jongens naar buiten gingen om te spelen, werden de regels afgesproken. Hierdoor verschilden de regels ook van school tot school. Bovendien werden de regels vaak veranderd. Maar overal voerde het schoppen van de bal de bovenhand.

## De legende

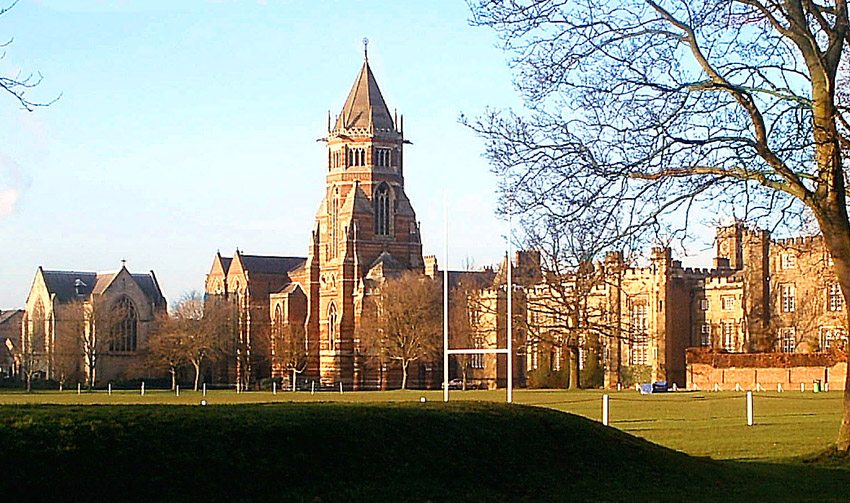
Zicht op de Rugby School vanaf het sportveld waar volgens de legende rugby is uitgevonden.

### Oorsprong van de claim
De hele geschiedenis van Webb Ellis die de bal oppakt begint bij ene Matthew Bloxam, een lokale antiquair en voormalig leerling van de Rugby School. In oktober 1876 schreef hij naar The Meteor, de schoolkrant van Rugby School, dat hij van een niet genoemde bron had gehoord dat de verandering van een kicking game naar een handling game was "...ontstaan met een dorpsjongen met de naam Ellis, William Webb Ellis".
In december 1880, in een andere brief aan The Meteor, weidt Bloxam uit over het verhaal:
"Een jongen met de naam Ellis - William Webb Ellis - een dorpsjongen, ... tijdens het spelen van een wedstrijd football in dat jaar (1823), pakte hij de bal in zijn armen. Het was volgens de toenmalige regels zo, dat hij zo ver naar achteren moest gaan als hij zelf wilde, zonder de bal los te laten, zodat de tegenstanders tot aan de plaats waar hij de bal gevangen had, konden naderen, maar niet verder mochten rennen, totdat hij ofwel zelf de bal wegtrapte, ofwel de bal neerlegde voor iemand anders om weg te schieten, omdat met deze geplaatste trappen in die tijd de meeste doelpunten werden gescoord. Op het moment dat de bal de grond raakte, mocht de tegenstander doorrennen. Ellis, voor de eerste keer, negeerde deze regel en tijdens het vangen van de bal, in plaats van terug te gaan, rende hij naar voren met de bal in zijn handen richting het doel. Met een groot resultaat op dit spel, die ik niet ken; noch weet ik hoe deze overtreding van een welbekende regel werd opgevolgd, of zoals het nu is, een standaard regel werd."

### Onderzoek van 1895
De bewering dat Webb Ellis het spel had uitgevonden dook pas vier jaar na zijn dood op. Sindsdien zijn er vragen en kritiek opgekomen totdat de Old Rugbeian Society het verhaal in 1895 ging onderzoeken. Onder degenen die voor bewijs moesten zorgen waren Thomas Harris en zijn broer John, die in respectievelijk 1828 en 1832 de Rugby School verlieten. Zij zeiden dat het lopen met de bal strikt was verboden tijdens het spelen van football. Thomas Hughes (auteur van Tom Brown's School Day's) werd gevraagd om commentaar te geven op het spel dat aan de Rugby School werd gehanteerd tijdens zijn aanwezigheid op de school (1834-1842). Hij heeft gezegd: "Tijdens mijn eerste jaar aan de Rugby School, 1834, was het rennen met de bal in de hand met als doel een try te scoren door de bal op de grond te drukken in het doelgebied niet absoluut verboden. Maar als een jongen dit toch deed en daarvoor vermoord zou zijn, zou een jury van Rugby jongens van die tijd bijna zeker een uitspraak van 'gerechtvaardigde moord' hebben gedaan."

### Plaquette
Een plaquette in de muur van de huidige Rugby School heeft de volgende inscriptie:
| DEZE STEEN HERINNERT AAN DE HELDENDAAD VAN WILLIAM WEBB ELLIS DIE MET EEN SUBTIELE VERONACHTZAMING VAN DE REGELS VAN FOOTBALL ZOALS GESPEELD IN ZIJN TIJD ALS EERSTE DE BAL IN ZIJN ARMEN NAM EN ERMEE RENDE WAARMEE HET ONDERSCHEIDENDE ASPECT VAN DE RUGBY SPORT ONTSTOND A.D. 1823 |

## Vandaag de dag

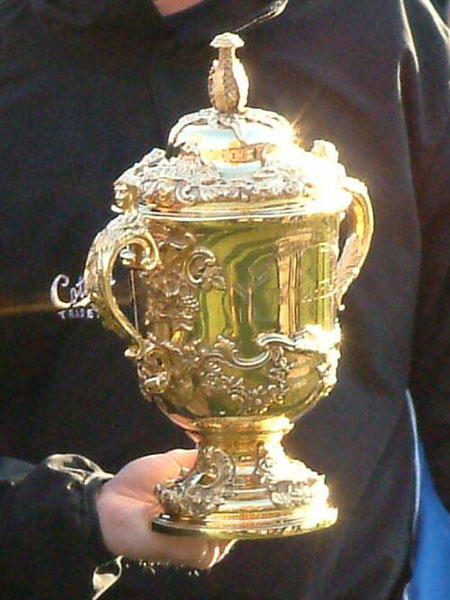
De Rugby World Cup, vernoemd naar William Webb Ellis

Er is tegenwoordig nog steeds veel onenigheid of William Webb Ellis wel echt met de bal in de hand ging rennen en zodoende de sport rugby uitvond. Bovendien bestaat er nog steeds een groot gemis aan betrouwbare bronnen, zodat de oorsprong van rugby nog grotendeels onopgelost blijft. Desondanks blijft de geschiedenis van Webb Ellis als uitvinder van rugby door met de bal te gaan rennen erg populair, het heeft zelfs een legendarische status in de geschiedenis van rugby. Dit komt tot uiting in de naar hem vernoemde Webb Ellis Cup, de beker van het wereldkampioenschap rugby.